# Warwick Trading Company
La Warwick Trading Company era una companyia de producció i distribució de cinema britànica, la qual va operar entre 1898 i 1915.

## Història
La Warwick Trading Company té els seus orígens a l'oficina de Londres de Maguire i Baucus, una firma encapçalada per dos homes de negocis americans que, des de 1894, van actuar com agents de màrqueting de pel·lícules i dels projectors produïts per Thomas Edison. Al 1897, també van adquirir els drets de distribuir les pel·lícules produïdes pels Lumière germans.
Més tard el mateix any, Charles Urban va ser assignat conseller delegat. Urban estava descontent amb la ubicació actual de les oficines, a Broad Street, i va proposar una mudança a un edifici de Warwick Court, el qual era el més proper de les empreses d'opinió similar a la de Robert W. Paul. Urban també va suggerir un canvi de nom simultani, ja que sentia que el nom actual era difícil per fer negocis. L'empresa va ser renombrada com Warwick Trading Company, degut a l'adreça de les oficines noves a Warwick Court. La nova empresa va ser oficialment registrada al maig de 1898. Urban va veure un important creixement de les operacions de la companyia i es va convertir en un productor i distribuïdor de cinema molt apreciat, amb un focus especial en pel·lícules d'actualitat, viatges i reportatges. Va distribuir pel·lícules dels germans Lumière, George Albert Smith, James Williamson i Georges Méliès. L'empresa també va vendre equipament de pel·lícula fabricat per Alfred Darling. En el seu moment àlgid, la companyia va produir o distribuir tres quartes parts de les pel·lícules exposades a Gran Bretanya.
Urban va deixar l'empresa al 1903, entre desacords amb Maguire i Baucus, i també amb Alfred Jackaman Ellis, qui hi havia esdevingut el co-director al 1900. Va crear una altra firma, la Charles Urban Trading Company, amb diversos membres del personal clau amb ell, entre els quals es coneixia la venedora Alice Rosenthal i el càmera i ajudant de direcció John Gilman Avery i cameraman i director d'ajudant John Gilman Avery. Entre el 1906 i el 1909 la Warwick Trading Company fou encapçalada per Will Barker, i entre el 1913 i el 1915 pel fotògraf naturalista Cherry Kearton, després del qual la companyia passà a rebre recepció.